# Сен-Сюльпис, Раймон Гаспар де Бонарди де
Реймон Гаспар де Бонарди де Сен-Сюльпис (фр. Raymond Gaspard de Bonardi de Saint-Sulpice; 1761—1837) — французский военный деятель, дивизионный генерал (1807 год), граф (1808 год), пэр Франции (1831 год), участник революционных и наполеоновских войн. На протяжении четырёх лет возглавлял Драгунский полк Императорской гвардии.
Имя генерала выбито на Триумфальной арке в Париже.

## Биография
Родился в семье барона Жана де Бонарди (фр. Jean-Balthazard-Hector-Amédée de Bonardi), кавалера военного ордена Святого Людовика и офицера карабинеров, и его супруги Мари-Жанны Шевалье де Суривьер (фр. Marie-Jeanne Chevallier de Souriviere). Происходил из старинной провансальской аристократической семьи.
Начал службу на военном поприще 29 сентября 1777 года, когда в звании младшего лейтенанта вступил в 13-й драгунский полк. 12 июля 1781 года стал капитаном драгун Монсеньора, будущего Людовика XVIII. 12 июля 1792 года — подполковник 12-го драгунского полка, служил в рядах Альпийской и Итальянской армий, 26 октября 1792 года произведён в командиры бригады, и возглавил 12-й драгунский полк, после чего был переведён в Арденнскую армию.
Он верно служит Революции, не без некоторых неприятностей из-за его происхождения. 19 апреля 1795 года женился на Антуанетте Пурсен (фр. Antoinette Pousin de Grandchamp), от которой имел двух сыновей — Эжена и Камиля.
3 сентября 1793 года уволен из армии вследствие аристократического происхождения. 8 мая 1795 года возвратился на службу, 21 июня 1795 года получил звание полковника штаба и 1 июля определён в состав Итальянской армии, однако уже 27 августа 1795 года был вновь вынужден выйти в отставку.
30 марта 1797 года вернулся к активной службе с назначением командиром 5-го конно-егерского полка в составе Армии Батавии. С 5 мая 1799 года командовал 19-м кавалерийским полком Рейнской армии, и 3 декабря 1799 года отличился в сражении при Вислохе.
24 марта 1803 года повышен в звании до бригадного генерала. 8 августа 1803 года Сен-Сюльпис был назначен командиром кавалерийского депо в Байонне. 20 ноября 1804 года награждён придворной должностью шталмейстера Императрицы.
Участвовал в кампаниях 1805—07 годов, командовал 2-й бригадой 2-й дивизии тяжёлой кавалерии генерала д’Опуля в составе Великой Армии, отличился в сражениях при Аустерлице, Йене и Безуне. 9 февраля 1807 года заменил смертельно раненного при Эйлау генерала д’Опуля во главе дивизии. В ходе данного сражения Реймон и сам был ранен пулей в запястье. 14 февраля 1807 года повышен до дивизионного генерала.
В ходе Австрийской кампании 1809 года отличился в сражениях при Абенсберге, Экмюле, Регенсбурге и Эсслинге. С 12 июля 1809 года по 21 января 1813 года возглавлял драгун Императорской гвардии. В ходе Русской кампании командовал 2-й бригадой гвардейской кавалерии у маршала Бессьера.
11 января 1813 года возвратился во Францию и 2 марта назначен губернатором Императорского дворца в Фонтенбло, также занимался формированием 4-го полка Почётной гвардии, которым командовал с 8 апреля 1813 года по 15 июня 1814 года. Принимал участие в Саксонской кампании 1813 года. В 1814 году сражался под началом маршала Ожеро в Лионе. После отречения Наполеона примкнул к Бурбонам. Во время «Ста дней» вновь присоединился к Императору и с мая 1815 года командовал 22-м военным округом в Туре.
При второй Реставрации вышел 18 октября 1815 года в отставку. С 1831 года числился в резерве. 19 ноября 1831 года получил почётный титул пэра Франции. 1 мая 1832 года окончательно вышел в отставку. Умер 20 июня 1835 года в Париже в возрасте 73 лет. Имя генерала выбито на Триумфальной арке в Париже.

## Воинские звания
- Младший лейтенант (29 сентября 1777 года);
- Капитан (12 июля 1781 года);
- Подполковник (12 июля 1792 года);
- Полковник (26 октября 1792 года);
- Полковника штаба (21 июня 1795 года);
- Бригадный генерал (24 марта 1803 года);
- Дивизионный генерал (14 февраля 1807 года).

## Титулы
- Граф Сен-Сюльпис и Империи (фр. comte Saint-Sulpice et de l'Empire; декрет от 19 марта 1808 года, патент подтверждён 6 июня 1808 года)[2].

## Награды
Легионер ордена Почётного легиона (11 декабря 1803 года)
 Командан ордена Почётного легиона (14 июня 1804 года)
 Кавалер Большого креста баварского ордена Максимилиана Иосифа (15 февраля 1813 года)
 Великий офицер ордена Почётного легиона (23 августа 1814 года)
 Кавалер военного ордена Святого Людовика (23 августа 1814 года)
 Большой крест ордена Почётного легиона (29 апреля 1833 года)